# علم النفس الجنائي

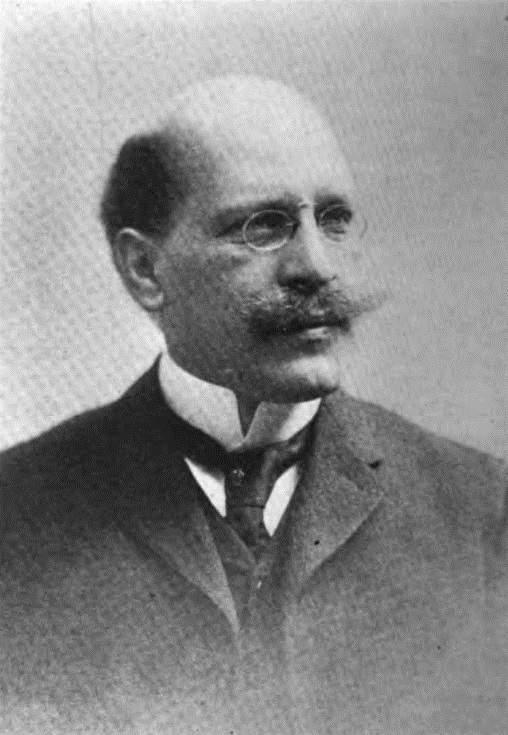
هوغو مونستربيرغ

علم النفس الجنائي هو علم دراسة أفكار ونوايا وردود فعل المجرمين وتحركاتهم التي تلعب دوراً في ارتكاب الجريمة.

## أسباب نشوء علم النفس الجنائي
أدى الاهتمام بالجوانب النفسية للمجرم إلى نشأة هذا العلم، وكذلك عجز المؤسسات الاجتماعية في إيجاد الحلول المناسبة للحد من سلوك المجرم وثنيه عما أراد، وكذلك شكوى المجتمعات من تكاثر وتطور الجريمة في المجتمع الصغير والكبير، وفشل مؤسسات التربية والتعليم صغيرها وكبيرها في بعض الدول عن احتواء المراهقين وتعديل سلوكهم، ورؤية بعض علماء النفس والتربويين البحث والتقصي في مثل هذه القضايا التي أرهقت كاهل الشعوب والأمن في كثير من دول العالم.

## تطور علم النفس الجنائي
تطور تاريخ علم النفس الجنائي ومر بمراحل كثيرة، فقد تحدث فلاسفة الإغريق القدامى مثل أبقراط وسقراط وافلاطون وأرسطو عن المجرمين بوصفهم ذوي نفوس فاسدة أساسها عيوب خلقية وجسمية.
وفي القرون الوسطى ظهر اتجاه فلسفي آخر يرمي إلى استيضاح طبيعة النفوس من خلال الشواهد الجسدية، ثم في مرحلة تالية سادت نظرية خرافية تربط بين تكوين النفس ذات الميول الإجرامية وبين الكواكب.
من بداية النصف الأخير للقرن السادس عشر وجد الفلاسفة الطبيعيون «النظرية الجزائية»، وعلى رأسهم الإيطالي "ديلابورتا" (بالإيطالية: Giambattista della Porta)‏ والفرنسي «دولاشمبر» (بالفرنسية: Marin Cureau de la Chambre)‏ والإنكليزي "داروين"، مُنتجين المنظور الفكري والمادي الذي يبحث في الاستدلال على طبيعة النفس ونوازعها من خلال العيوب الخلقية الظاهرة.
وفي عام 1909م قام أحد علماء النفس الأمريكيين وهو «فرنالد» (بالإنجليزية: Grace M. Fernald)‏ وذلك بالتعاون مع أحد الأطباء النفسيين في أمريكا هو «هيلي» (بالإنجليزية: William Healy)‏ بتأسيس أول عيادة نفسية متخصصة في علاج الأحداث، وتوالت بعد ذلك فتح عيادات أخرى في ولايات مختلفة. ثم دخل علم النفس الجنائي مرحلة جديدة عندما أفسحت بعض كليات القانون المجال لدراسته، ويٌسجل لعلماء النفس الإيطاليين إرساء المفهوم المعاصر لعلم النفس الجنائي حول أساس جنوح البشر إلى الجريمة بمنزلة أن الإجرام هو وليد الكيان الخسيس للنفس البشرية حينما يطغى على الكيان السامي فيها.
وفي عام 1945م وضع دي توليدو نظرية أصبحت أساس الدراسات النفسية الجنائية وهي نظرية التكوين الإجرامي أو الاستعداد السابق للنفس البشرية، والتي انتهى فيها إلى وجود تفاعل نفسي داخلي لدى الإنسان، هذا التفاعل يفسر النزعة الإجرامية لدى بني البشر، وأن الجريمة هي وليدة شذوذ غريزي.
وفي الستينيات من القرن الماضي، استوى علم النفس الجنائي على سوقه كأحد الفروع الرئيسية في علم النفس، وأصدر الأمريكي من أصل نمساوي «هانس توخ» (بالألمانية: Hans Toch) أول كتاب بعنوان «علم النفس الجنائي والقانوني» (بالإنجليزية: Legal and Criminal Psychology)‏. وفي عام 1964م قدم الطبيب الإنكليزي من أصل ألماني «هانز آيزنك» (بالألمانية: Hans Eysenck) كتابه الشهير «الجريمة والشخصية» ومنذ ذلك الوقت وحتى الآن والمؤلفات تتوالى في موضوع علم النفس الجنائي.

## العوامل النفسية المرتبطة بالجريمة
1. ضعف الذات العليا (الضمير).
2. تدليل الطفل المفرط أو القسوة المفرطة.
3. الجنح الكامن الذي في النفس وتعمل البيئة على اظهاره.

## مجالات الوقاية من الجريمة والانحراف
هناك مجالات للوقاية من الجريمة والانحراف وهي:
1. تنمية الوعى العام.
2. الجانب الديني.
3. الجانب النفسي.

يجب الاهتمام بالفترة النفسية المقلقة لدى الشباب وهي فترة المراهقة، والنظر في أسباب الصراع النفسي والاضطرابات العاطفية لدى الشباب ومعالجتها، وعدم الفصل بين الجانب النفسي والاجتماعي ووجوب الربط بينهما.

## اهتمامات علم النفس الجنائي
من اهتمامات علم النفس الجنائي:
- اكتشاف الجريمة وتحديد المجرم على أساس علمي إنساني يحقق العدالة والرحمة.
- دراسة السلوك الإجرامي من حيث أسبابه ودوافعه الشعورية واللا شعورية مما يساعد على فهم شخصية المجرم ووضع العقاب والعلاج المناسبين له.
- دراسة الظروف والعوامل الموضوعية التي تُهيئ للجريمة وتساعد عليها.
- تصنيف المجرمين طبقا لأعمارهم وجرائمهم وحالاتهم النفسية والعقلية بقصد تحديد أنواع الرعاية والإصلاح بالنسبة لكل واحد منهم.
- دراسة شخصية الشهود ورجال القضاء ومنفذي القانون.
- تتبع المجرم بالدراسة والرعاية بعد انتهاء مدة العقوبة حتى لا يعود للجريمة مرة أخرى.